# 未来都
株式会社未来都（みらいと）は、大阪府守口市に本社を置くタクシー事業者。「株式会社未来都」およびそのグループの「未来都ハイタク事業協同組合」が運営している。社名の未来都（みらいと・Milight）とは「未来」と「ライト」 (light) を合成した造語である。タクシーの使用車種はトヨタ・クラウンセダンとトヨタ・ジャパンタクシー、およびトヨタ・BZ4Xで、導入年度により5ナンバー車と3ナンバー車が混在している。ジャンボタクシーはトヨタ・ハイエースを使用している。
旧称は「三菱タクシー株式会社」で、三菱ハイタク事業協同組合を設立し「三菱タクシーグループ」を形成したが、三菱グループとは無関係で、スリーダイヤマークも使用していなかった。
1990年代には、タクシー料金を消費税増税分を除く値上げを行わなかったため大阪市域交通圏内では、複数のタクシー料金が生まれるきっかけになった。その後、同圏内では、初乗り2kmで500円の「ワンコインタクシー」や同じ初乗り2kmで同業他社より10%から12%安くしたり遠距離割引との組み合わせや料金加算の仕方で40通りの組み合わせが出来るきっかけにもなった。
2015年には京都市域交通圏からの営業から撤退した。
2020年に創業60周年を迎えた。
2024年、ライドシェア事業などを手掛けるベンチャー企業のnewmoが全発行済株式を取得した。

## 沿革
- 1960年（昭和35年）10月 - 城東交通株式会社（車両数12台、資本金1500万円）設立。三菱タクシー株式会社に商号を変更して営業開始。以降、増車と同業者の買収・グループ化を推進。
- 1961年（昭和36年）12月 -  大安交通株式会社を設立、三菱交通株式会社に社名変更。
- 1968年（昭和43年）5月 - 綴喜自動車株式会社を買収、京都三菱興業株式会社に社名変更。
- 1969年（昭和44年）9月 - 旭洋交通株式会社を買収、三菱興業株式会社に社名変更。
- 1970年（昭和45年）10月 - 三菱ハイタク事業協同組合（現・未来都ハイタク事業協同組合）を設立。グループ各社の事業を統括して、三菱タクシーグループを形成。
- 1972年（昭和47年）10月 ‐ 新興タクシー株式会社、太陽タクシー株式会社を買収、新興タクシー株式会社に社名変更。
- 1975年（昭和50年）7月 - 成田交通株式会社を買収。
- 1979年（昭和54年）3月 - 淀川交通株式会社を買収。
- 2007年（平成19年）4月19日 - 三菱タクシー株式会社（現社）を設立。同年9月から2008年3月にかけてグループ各社の営業を譲受する。
- 2010年（平成22年）8月1日 - 創業50周年を機に株式会社未来都に商号変更。同時に三菱ハイタク事業協同組合も未来都ハイタク事業協同組合に名称変更。
- 2015年（平成27年）6月 - 京都市域交通圏の事業を日本交通（東京都）の子会社である「東京・日本交通」（大阪市）へ譲渡し、京都府から撤退[5][6]。
- 2019年（平成31年）9月 - 高槻営業所を日本交通（東京都）の子会社である「東京・日本交通」（大阪市）へ譲渡し、高槻市および三島郡島本町から事実上撤退。
- 2020年（令和2年）10月 - 創業60周年。
- 2024年（令和6年）7月 - newmo株式会社が全株式を取得。

## 経営理念・社訓
経営理念
私たちは真心を込めた心から心へのおもてなしを通じ、お客さまの心と生活を明るく照らし、未来に向けて社員と共に成長し続け、地域社会の笑顔の懸け橋を担います。
社訓 心5か条
1. 感謝の心
2. 思いやりの心
3. 素直な心
4. 前向きな心
5. 安全な心

私たちはいつも心に寄り添います。

## 概要

### 事業区域
大阪市域交通圏 大阪市、豊中市、吹田市、守口市、門真市、東大阪市、八尾市、堺市（美原区を除く）、豊中市（大阪国際空港）、泉佐野市（関西国際空港）※
※ただし、関西国際空港を発地とする旅客の輸送に限る
- 初乗運賃 500円/1.04km　加算運賃100円/260m（普通車）
- 初乗運賃 550円/1.097km　加算運賃100円/203m（特定大型車）

北摂交通圏 茨木市、箕面市、池田市、（高槻市、三島郡）
- 初乗運賃 500円/1.04km　加算運賃100円/260m（普通車）
- 関西国際空港（ただし、関西国際空港を発地とする旅客の輸送に限る）

### 事業所所在地
| 事業所       | 所在地                         | 車両台数 | 本社からの距離 |
| ------------ | ------------------------------ | -------- | -------------- |
| 本社         | 守口市八雲東町1-8-2 未来都ビル |          | 0㎞            |
| 守口営業所   | 守口市寺方本通1-6-5            | 59両     | 2.9㎞          |
| 放出営業所   | 大阪市城東区放出西2-11-32      | 77両     | 7.0㎞          |
| 井高野営業所 | 大阪市東淀川区井高野2-5-15     | 45両     | 6.0㎞          |
| 箕面営業所   | 箕面市西宿1-18-15              | 61両     | 21.1㎞         |
| 中津営業所   | 大阪市北区中津5-12-26          | 85両     | 8.3㎞          |
| 鶴見営業所   | 大阪市鶴見区横堤3-6-51         | 77両     | 6.2㎞          |
| 八尾営業所   | 大阪府八尾市安中町1-3-29       | 67両     | 18.0㎞         |
| 堺営業所     | 堺市堺区海山町1-3              | 80両     | 30.0㎞         |

## サービス
- アプリ ‐ GO、Uber TAXI、S.RIDEと提携。
- 事前予約（箕面・茨木のみ）
- 空港定額タクシー
- ジャンボタクシー
- 観光タクシー